# 獄中札記
《獄中札記》（義大利語：Quaderni del carcere）是意大利马克思主义理论家、意大利共产党领导人安东尼奥·葛兰西撰写的一系列论文。葛兰西于1926年被意大利法西斯政权监禁。这些笔记本写于1929年至1935年，当时葛兰西因身体欠佳而从监狱获释。他的朋友皮耶罗·斯拉法提供了书写工具和笔记本。葛兰西入狱期间写了30多个笔记本和3000页的内容，涉及历史和分析。尽管没有系统性地编写，但《獄中札記》被认为是对20世纪政治理论的高度原创性贡献。